# Jessie Marmorston
 Jessie Marmorston  (* 16. September 1903 in Kiew, Russland; † 21. Oktober 1980  in Los Angeles,  Vereinigte Staaten) war eine russisch-amerikanische Medizinerin und Hochschullehrerin. Sie war Professorin für experimentelle Medizin an der University of Southern California (USC) und praktizierte auch als Ärztin in zwei Krankenhäusern in Los Angeles.

## Leben und Werk
Marmorston war die Tochter von Aaron und Ethel (Wark) Marmorston. Sie wanderte 1906 mit ihrer Familie in die Vereinigten Staaten aus. Nach dem Besuch der öffentlichen Schule studierte sie an der University of Buffalo, wo sie ihren Bachelor- und Master-Abschluss erlangte. 1924 schloss sie ihr Studium an der medizinischen Fakultät der University of Buffalo ab.
Anschließend begann sie ein Praktikum am Montefiore Hospital in New York City, wo sie David Perla kennenlernte. Sie wechselte zum Cornell University Medical College und war kurz mit dem Arzt Julius Gottesman verheiratet. 1933 heiratete sie David Perla. 1940 starb ihr Ehemann Perla im Alter von 40 Jahren und sie zog 1943 von New York nach Kalifornien.
Dort nahm sie eine Stelle als Assistenzprofessorin für Medizin an der University of Southern California an. Zwei Jahre später heiratete sie den Filmproduzenten Lawrence Weingarten, der später Die Katze auf dem heißen Blechdach produzierte, und bekam mit ihm 3 Töchter. Sie wurde auch die Leibärztin und Vertraute von Louis B. Mayer, dem Mitbegründer der Metro-Goldwyn-Mayer-Studios.
Marmorston nutzte ihre Verbindungen nach Hollywood, um Geld für Stipendien an der USC zu beschaffen. 1959 organisierte sie eine Benefizvorführung von Ben Hur, bei der an einem einzigen Abend über 100.000 Dollar an Spenden zusammenkamen. Im darauf folgenden Jahr wurde sie zum Fellow des American College of Physicians ernannt und von der Los Angeles Times zu einer der zehn Frauen des Jahres ernannt.

## Forschung
Von 1957 bis zu ihrem Tod im Jahr 1980 war Marmorston an der USC als klinische Professorin für Medizin tätig. 36 Jahre lang war sie auch als Oberärztin am Cedars-Sinai Hospital in Los Angeles tätig, eine Position, die sie auch am Los Angeles County Hospital innehatte.
Unterstützt durch mehrere Stipendien des United States Public Health Service und der National Institutes of Health forschte sie in der Endokrinologie. Von 1952 bis 1959 untersuchte Marmorston den Zusammenhang zwischen Hormonausschüttung und Herzinfarkten bei Frauen und kam zu dem Schluss, dass die Verabreichung kleiner Mengen Östrogen an Frauen nach der Menopause die Häufigkeit von Herzinfarkten verringern konnte. Sie setzte in den 1960er Jahren ihre Studien zur Endokrinologie fort und entdeckte bei ihrer Arbeit über den Zusammenhang zwischen Lungenkrebs und Hormonausschüttung einen Zusammenhang zwischen emotionalem Stress und der Produktion von Hormonen sowie die Art und Weise, wie diese beiden Faktoren eine psychophysiologische Grundlage für einige Krebsarten bilden.
Marmorston veröffentlichte über Immunologie, Endokrinologie, Bakteriologie, Pathologie, Psychoanalyse, experimentelle Medizin, klinische Methoden, Kardiologie und den Einsatz von Computern in der medizinischen Forschung.
Sie war Mitglied zahlreicher nationaler, internationaler und regionaler medizinischer und wissenschaftlicher Organisationen.
Sie starb 1980 im Alter von 77 Jahren in Los Angeles.

## Veröffentlichungen (Auswahl)
- mit David Perla: The Spleen and Resistance. Baltimore: Williams & Wilkins, 1935.
- mit David Perla: Natural Resistance and Clinical Medicine. Boston: Little, Brown and Company, 1941.